# Centro de Estudos da Metrópole
O Centro de Estudos da Metrópole (CEM) é uma instituição de pesquisa multidisciplinar criada em 2000 com o objetivo de tratar de temas relacionados às transformações sociais, econômicas e políticas das metrópoles contemporâneas, dando ênfase ao caso brasileiro. Em 2024, tornou-se um dos Centros de Pesquisa e Inovação Especial (Cepix) da Universidade de São Paulo (USP). O centro foi criado como um Cepid (Centro de Pesquisa, Inovação e Difusão) da Fapesp e mantém esse status até maio de 2026 ; foi também um INCT (Instituto Nacional de Ciência, Tecnologia e Inovação) do CNPq de 2009 a 2014.
A missão do CEM é promover a produção e avanço do conhecimento em seu campo de atuação; difundir esse conhecimento para a sociedade; transferir novas tecnologias, dados, indicadores ou metodologias, apoiando os agentes formuladores de políticas públicas; e formar recursos humanos qualificados.

## História

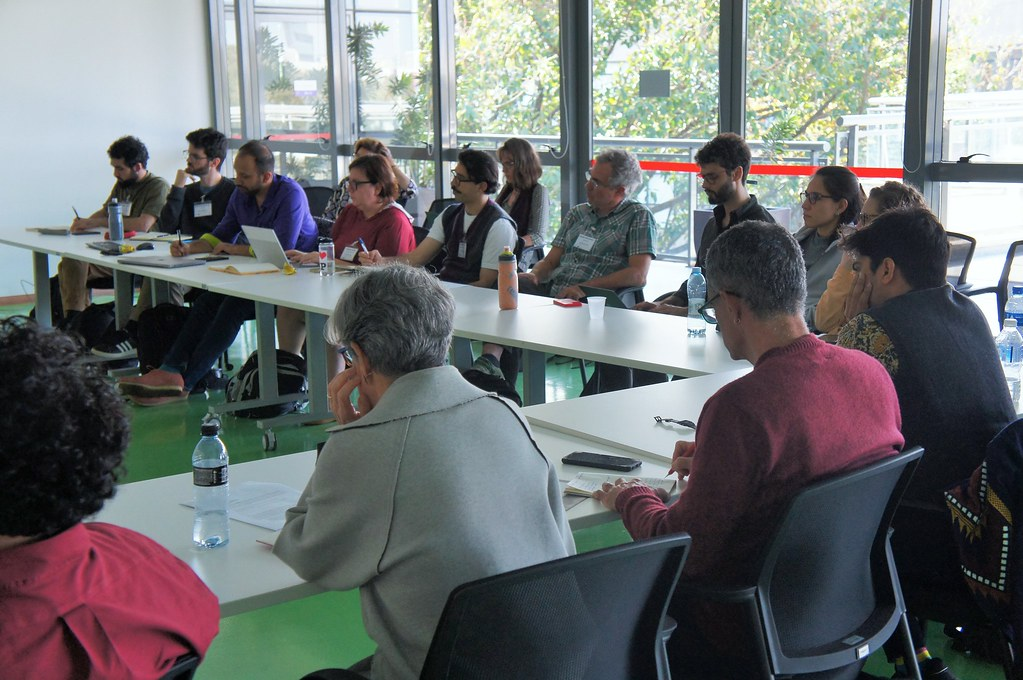
Oficina com jovens pesquisadores - Pesquisa urbana e redes no sul urbano (2024)

Desde a sua criação, no ano 2000, o CEM desenvolve pesquisa avançada de nível internacional em Ciências Humanas sobre temas relacionados às transformações sociais, econômicas e políticas das metrópoles contemporâneas, dando ênfase ao caso brasileiro. Os estudos feitos visam contribuir para os debates sobre desigualdades sociais e espaciais e, para isso, abrangem comparações entre contextos urbanos e metropolitanos de diferentes regiões do Brasil e do mundo. Mais de 300 pesquisadores, de diferentes níveis de expertise, já passaram pelo CEM, que contribuíram com uma produção acadêmica igualmente diversa. Estima-se em cerca de 600  artigos  publicados  em  revistas  nacionais  e  internacionais,  mais  de  250 capítulos de livros, 69 livros autorais, organizados ou editados por pesquisadores do  CEM  em  editoras  nacionais  e  internacionais.
Sua agenda de pesquisa está focada no estudo de dimensões relacionadas ao acesso dos cidadãos ao bem-estar. Nesse sentido, as pesquisas se orientam pelos mecanismos de produção e reprodução das desigualdades sociais no que concerne à ação do Estado, da inserção nos mercados de trabalho e nas dinâmicas de sociabilidade. 

O CEM atua para a produção e difusão do conhecimento, promove a transferência de novas tecnologias, dados, indicadores ou metodologias para apoiar os agentes formuladores de políticas públicas e forma recursos humanos qualificados.

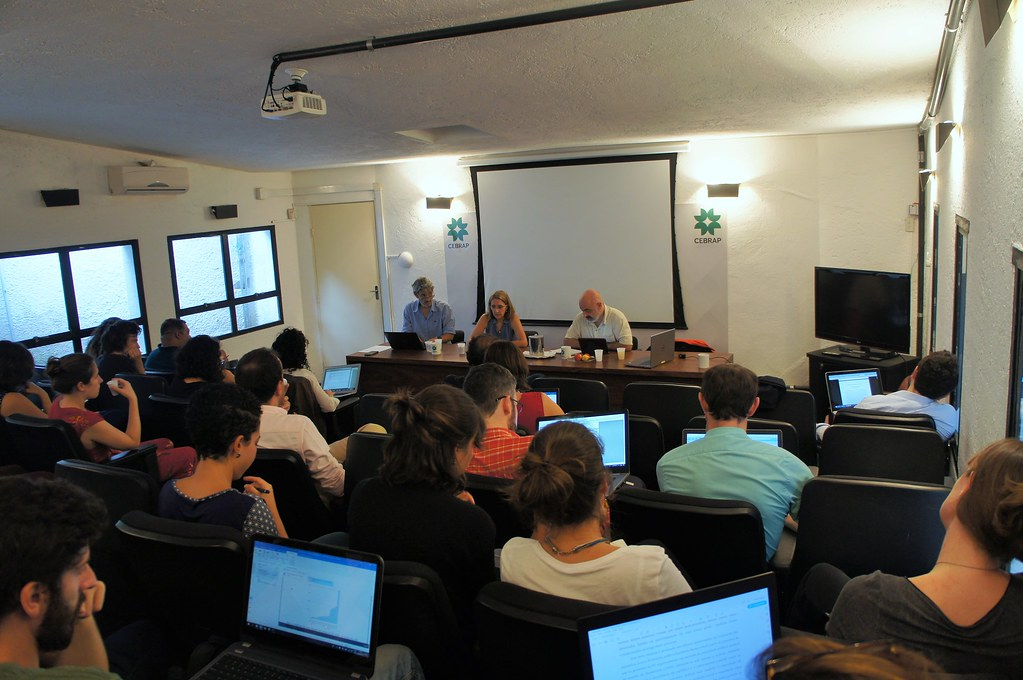
Seminário Conjunto CEM-CEBRAP (2019)

### Instituições parceiras
O CEM congrega pesquisadores do Departamento de Ciência Política (DCP-FFLCH), da Escola de Artes, Ciências e Humanidades (EACH), da Escola Politécnica (Poli), todos da Universidade de São Paulo (USP); da Fundação Getúlio Vargas (FGV); e do Centro Brasileiro de Análise e Planejamento (CEBRAP). 
Além de atuar de forma multi-institucional, o CEM mantém parceria com o UrbanData, banco de dados bibliográfico sobre o urbano brasileiro. Entre os destaques do projeto estão a produção do podcast Urbanidades e o São Paulo em Teses, um catálogo bibliográfico das teses e dissertações sobre diferentes dimensões do urbano em São Paulo. O CEM mantém também uma parceria com o Nexo Jornal, em especial na produção do portal Nexo Políticas Públicas.

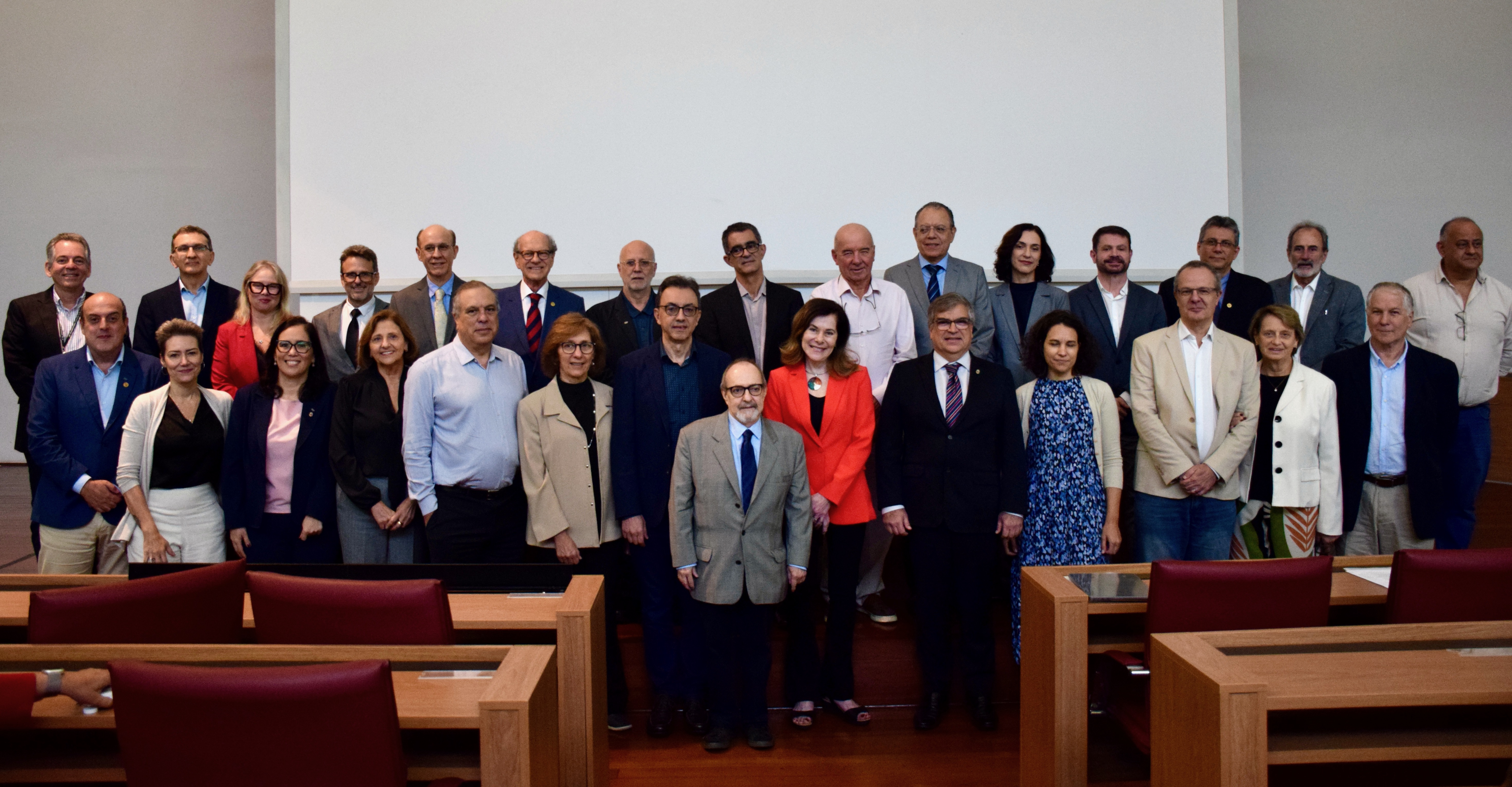
Cerimônia de Instalação dos CEPIx - USP (2025)

## Produção científica
O modelo de pesquisa adotado pelo CEM segue o das Ciências Sociais: um professor orientador atua como coordenador de pesquisa junto a seus orientandos, tendo em vista que um importante objetivo do Centro é a formação de novos pesquisadores. As equipes de pesquisa são formadas por investigadores brasileiros e estrangeiros, em diferentes estágios da carreira: alunos de iniciação científica, de mestrado, de doutorado (com bolsas de estudo vinculadas aos respectivos programas universitários) e pesquisadores com bolsas de pós-doutorado. 
A agenda de pesquisa do CEM está organizada em cinco principais áreas:

### Linha de Pesquisa 1: O papel da regulação subnacional na mediação da implementação de políticas nacionais
Estudos anteriores do CEM demonstraram que a regulamentação federal exerce forte impacto sobre a forma como os governos subnacionais - estaduais e municipais - implementam políticas de sua competência, por exemplo, o sistema nacional de saúde (SUS). No entanto, enquanto formuladores de políticas (policymakers), governos locais e estaduais também criam novas camadas regulatórias, que influenciam o formato da implementação local de políticas.  
Como resultado, de um lado, a regulamentação federal cria mecanismos que alinham os modelos de implementação de políticas descentralizadas. Por outro lado, a variação nos regimes de políticas subnacionais produz clivagens nos padrões de implementação e cria divergência nos resultados. Pesquisas anteriores revelam que essas tendências contraditórias afetam como os cidadãos acessam a mesma política nacional. As pesquisas em andamento nesta linha de pesquisa compreendem as áreas de representação extra-parlamentar; educação; assistência social e saúde. 

### Linha de Pesquisa 2: O papel da política educacional na redução da desigualdade
Investigações conduzidas pelo CEM revelaram o papel central da educação na redução da desigualdade de renda e a importância de estudar as dinâmicas dos diferentes níveis do sistema de educação e acomodar processos de mudança endógenos e exógenos. Desse modo, os estudos mais recentes do Centro pretendem caracterizar os mecanismos pelos quais a educação cria oportunidades para as pessoas saírem da pobreza. 
Os três estudos que compõem essa linha de pesquisa investigam três aspectos chave da educação: (I) como as decisões sobre o financiamento da educação pelos governos estaduais são tomadas; (II) como as interações dentro das escolas afetam o desempenho dos alunos; e (III) como a política de ação afirmativa em uma grande universidade afeta o desempenho dos alunos.

### Linha de Pesquisa 3: Desigualdade e Comportamento Político
Esta linha de pesquisa aborda a desigualdade como uma variável explicativa que afeta as preferências da opinião pública; como as políticas são implementadas e os mecanismos pelos quais a representação é enquadrada. Esta linha de pesquisa parte da abordagem das linhas de pesquisa 1 e 2 - que tratam a desigualdade como resultado final a ser explicado pela política pública - e explora como a própria desigualdade social impulsiona o comportamento político em diversos contextos. 

### Linha de Pesquisa 4: Quem governa o quê?
Esta linha, por sua vez, visa analisar padrões de governança que são influenciados não só pelo Estado e seus órgãos, mas também por uma gama diversificada de atores sociais. A relação entre a sociedade civil e o Estado tem sido demonstrada em pesquisas anteriores do CEM como sendo fundamental para a compreensão dos resultados de governança. Dois subprojetos paralelos abordarão este enigma da pesquisa: (I) documentando padrões de governança em políticas urbanas, identificando diferentes combinações de agências estatais e grupos legais e ilegais dentro da sociedade civil, e; (II) os mecanismos que sustentam a operação de mercados ilegais que floresceram em todo o Brasil nos últimos anos e como estes geram novas esferas de governança e novos padrões de desigualdade. 
As linhas mais recentes de pesquisa neste campo estão voltadas ao estudo de fatores que afetam a trajetória recente das desigualdades no Brasil, esperando obter com esses estudos contribuições teóricas que possam ser úteis para o conhecimento científico e para formuladores de políticas públicas. Pesquisas de longo prazo em escala nacional, com abordagem multidisciplinar, e colaboração com equipes de investigação nacionais e internacionais são as estratégias fundamentais do Centro.

## Impacto
O CEM atua para ampliar o acesso aos dados e ao conhecimento empiricamente fundamentado, subsidiar decisões de política pública e a produção de capacidades estatais e informar a sociedade sobre a dinâmica social e urbana. Para isso, compromete-se com a difusão do conhecimento técnico e com a Ciência Aberta.

### DataCEM

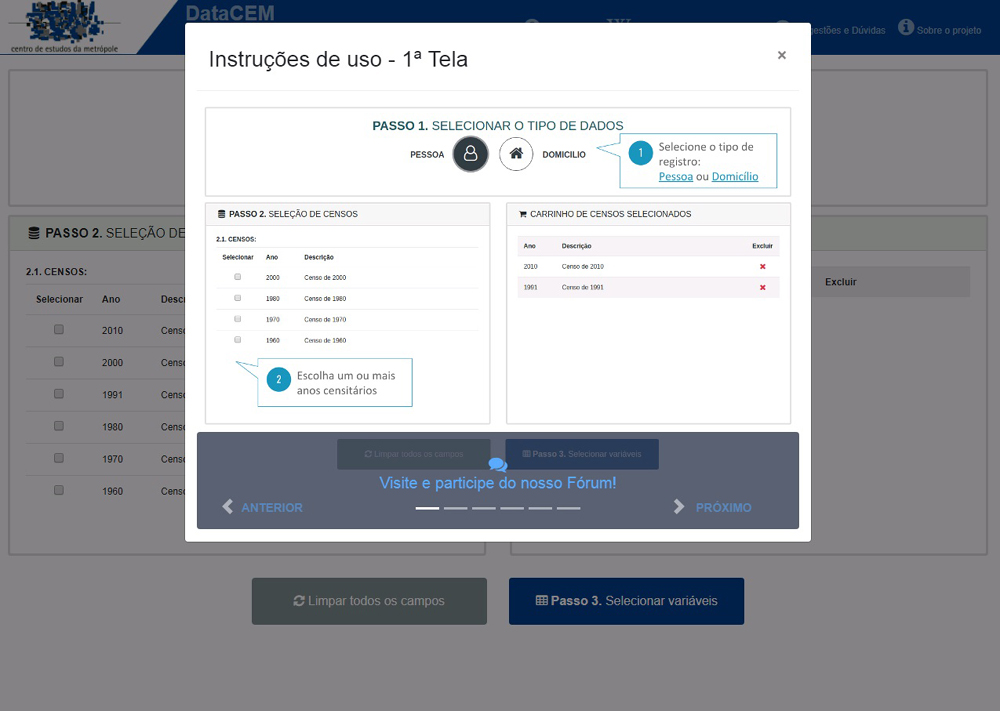
Página da Web do DataCEM

O DataCEM é uma plataforma aberta que permite a todos acessar microdados dos Censos de 1960 a 2010. Por meio de uma interface amigável, também possibilita o acesso à documentação complementar, textos de apoio e notas técnicas. Disponível em português e inglês, o aplicativo reduz os custos individuais de obtenção de dados para séries temporais sobre aspectos sociais e demográficos da história brasileira. O conjunto das informações censitárias do período em questão, compatibilizadas e uniformizadas, também está disponível na íntegra em formato de banco de dados.

### GeoReDUS
Criada em, a GeoReDUS é uma plataforma que disponibiliza de forma aberta e gratuita dados georreferenciados a nível intramunicipal para apoiar os gestores em decisões de políticas públicas para o desenvolvimento de cidades mais sustentáveis.  Nela, é possível encontrar dados de moradia, população, saúde, educação, infraestrutura e serviços urbanos, integrando informações de diferentes fontes em um único local. No mapa interativo, os dados territoriais viram informações estratégicas para formulação e implementação de políticas públicas no seu município.

### ReSolution

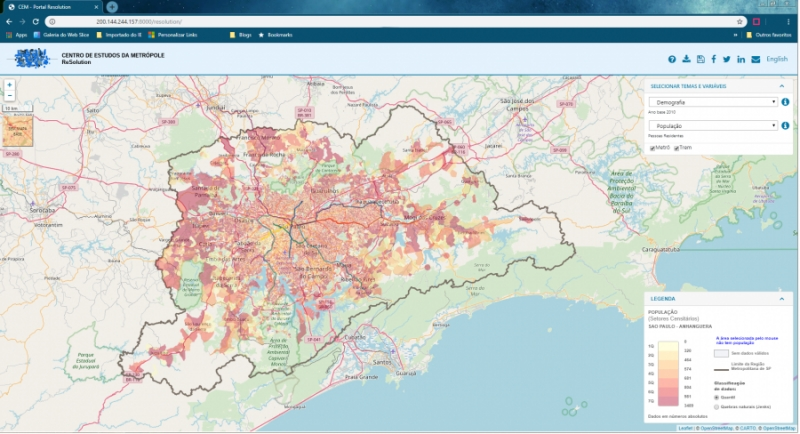
Portal ReSolution, com mapas temáticos da Região Metropolitana de São Paulo

O ReSolution é um portal que permite formatar e salvar ou imprimir mapas temáticos da Região Metropolitana de São Paulo sobre diversos temas, incluindo variáveis sociodemográficas, de acessibilidade urbana e indicadores de segregação espacial. O ReSolution foi produzido pelo CEM e pela University College London, de modo que mapas similares podem ser produzidos para a região metropolitana de Londres.

### Mapa das escolas da Região Metropolitana de São Paulo

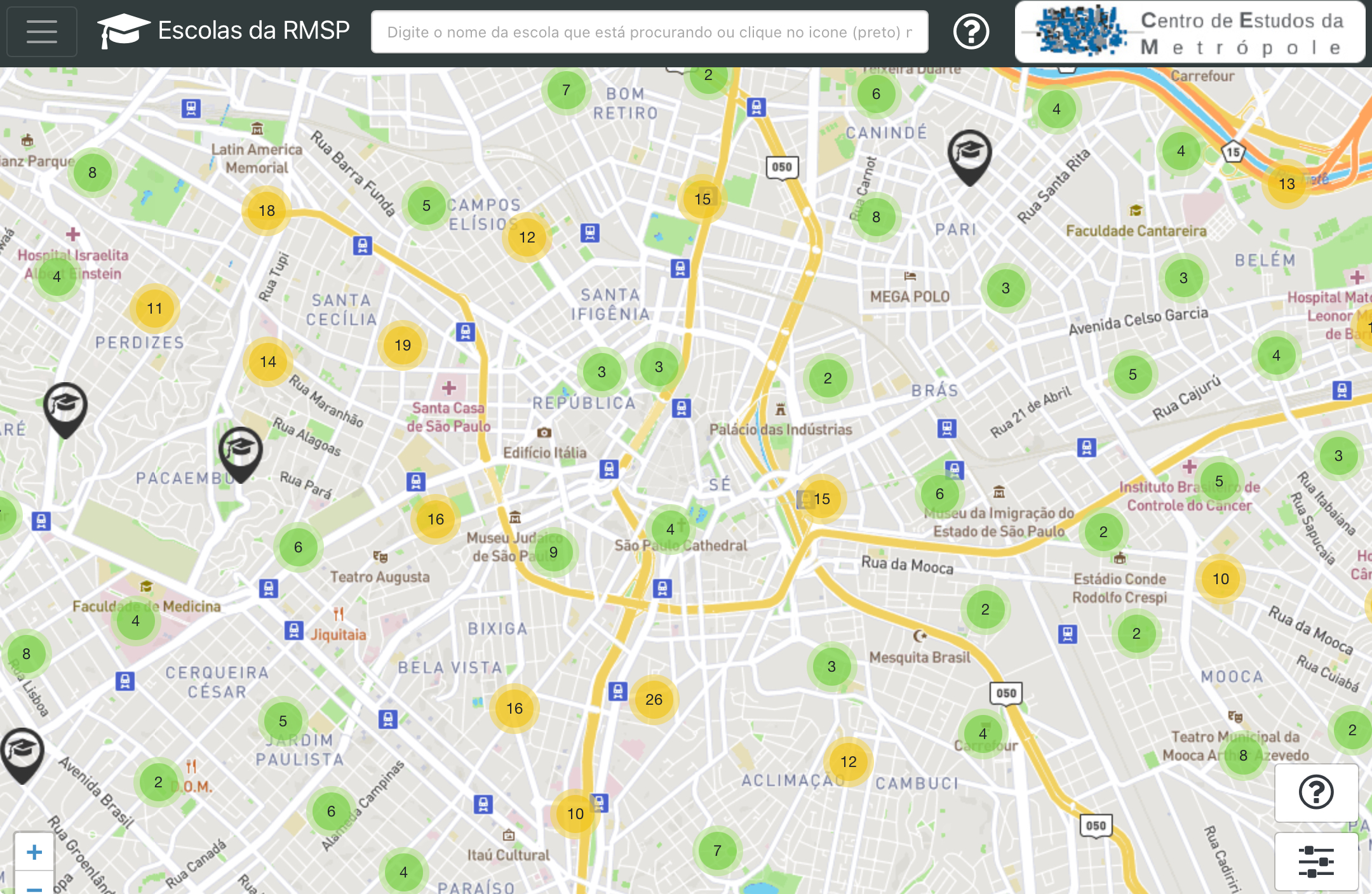
Mapa das Escolas da RMSP

Essa plataforma oferece informação espacializada sobre a localização e as condições de oferta de educação na Região Metropolitana de São Paulo. Qualquer usuário pode localizar qualquer escola, obter informações sobre suas instalações, seu desempenho nas avaliações realizadas pelo Ministério da Educação e comparar este desempenho com escolas vizinhas, de São Paulo e do Brasil. O aplicativo também apresenta dados sobre o entorno das escolas e capacita formuladores da política educacional a entenderem em que medida o desempenho escolar se conecta com o contexto social.

### Dados sobre assentamentos informais urbanos

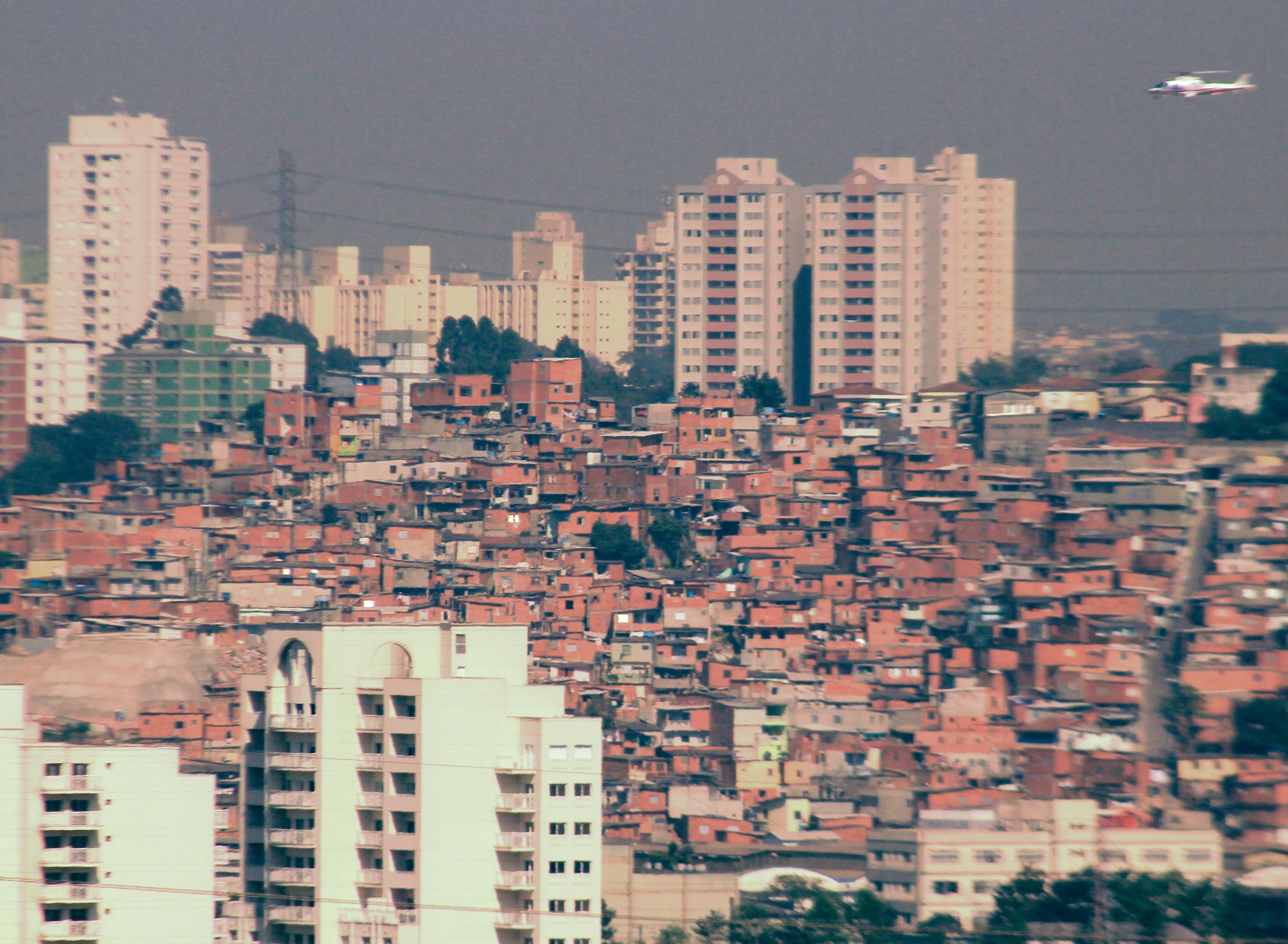
Favela em São Paulo (2011). Os assentamentos informais urbanos são objeto de estudos do CEM

Em 2007, o CEM também estimativas nacionais e mapeamentos intramunicipais para 561 municípios sobre os assentamentos informais, em trabalho para o então Ministério das Cidades. O estudo indicou existir no país o dobro de habitantes em precariedade habitacional em comparação à estimativa do IBGE. Os resultados da pesquisa foram usados pelo Ministério para a distribuição dos recursos do PAC e influenciou a organização do campo do IBGE para o Censo de 2010. A partir de então, diversos municípios utilizaram estes dados para a formulação de suas próprias políticas municipais.
Já em 2013, o CEM foi contratado pela Emplasa para estimar e caracterizar a precariedade habitacional nas metrópoles paulistas. Os dados foram aplicados para o Plano Estadual de Habitação, em um estudo que usou a mesma metodologia e dados de 2010.
Por fim, em 2016, o CEM firmou convênio com a Prefeitura de São Paulo para medir a precariedade habitacional, com vistas à formulação do Plano Municipal de Habitação. Como resultado desse convênio, a cidade de São Paulo passou a contar, pela primeira vez, com uma base digital de dados sobre as favelas da cidade.

### Avaliação do desempenho de políticas públicas municipais
Em 2011, o CEM desenhou um modelo de avaliação, espacializado, em política de segurança pública, de saúde e de educação para o Tribunal de Contas do Estado do Mato Grosso. O modelo oferece um painel de acompanhamento, avaliação e controle, sob a forma de informação pública, do desempenho do governo estadual e dos governos municipais nestas áreas.

### Mapa da Vulnerabilidade Social

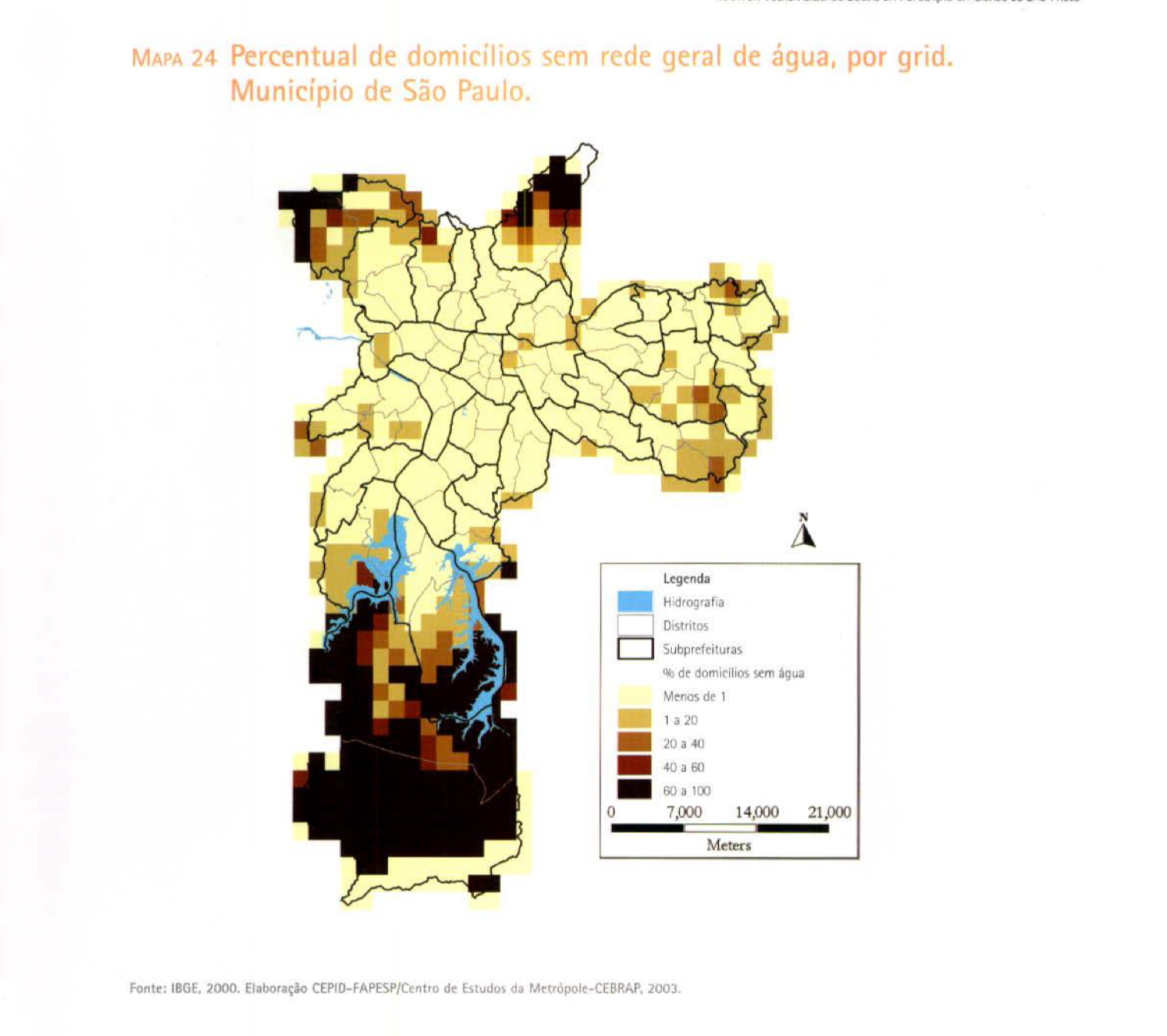
Mapa da Vulnerabilidade Social (2003), ação pioneira do CEM com diversos desdobramentos

O Mapa da Vulnerabilidade Social foi produzido pelo CEM, em 2003, em convênio com a, então, Secretaria Municipal de Assistência Social (SAS). Com base no Censo de 2000, o CEM desenvolveu uma metodologia para espacializar, no nível dos setores censitários, as condições socioeconômicas e o acesso da população vulnerável a políticas públicas no município de São Paulo. Este mapeamento visou indicar locais da cidade com demanda potencial para criação de novos equipamentos públicos. Esse estudo foi a base para o desenvolvimento da metodologia adotada posteriormente no Índice Paulista de Vulnerabilidade Social (IPVS), desenvolvido pela Fundação Seade.

### Capacidades administrativas
O CEM realizou uma investigação sobre o desenvolvimento das capacidades municipais na gestão da política habitacional, nos quais se baseou o Ministério das Cidades para estabelecer as regras para o financiamento dessa política. Os estudos examinaram a evolução dos instrumentos de gestão municipal ao longo dos anos 2000, pelo mapeamento dos principais programas adotados pelos municípios e as formas de cooperação intergovernamental. Estão reunidos em: Capacidades Administrativas dos Municípios Brasileiros para a Política Habitacional e Capacidades Administrativas, Déficit e Efetividade na Política Habitacional.

### Tackling Violence
O projeto “Tackling Violence” foi financiado pelo British Council no Brasil em 2016 e 2017, com o objetivo de informar a sociedade sobre o papel dos mercados ilegais e das políticas de segurança. Para isso, foi realizado um curso de 10 sessões sobre “O que produz a violência”, visando públicos-chave relacionados à segurança pública e às políticas de proteção social, ou seja, membros do Executivo, Legislativo e Judiciário, ONGs, movimentos sociais, formuladores de políticas, entre outros. O projeto também envolveu uma série de atividades para criar um Centro de Direitos Humanos na cidade de São Carlos (SP) e apoiar os Centros de Defesa dos Direitos da Criança e do Adolescente (CEDECAs) em áreas periféricas de São Paulo. O foco principal foi ampliar as vozes das pessoas diretamente afetadas pela violência do Estado, discutir a violência que resulta do envolvimento com mercados ilegais, bem como promover iniciativas bem-sucedidas que dispensam medidas punitivas, como o encarceramento, para reduzir a criminalidade. 

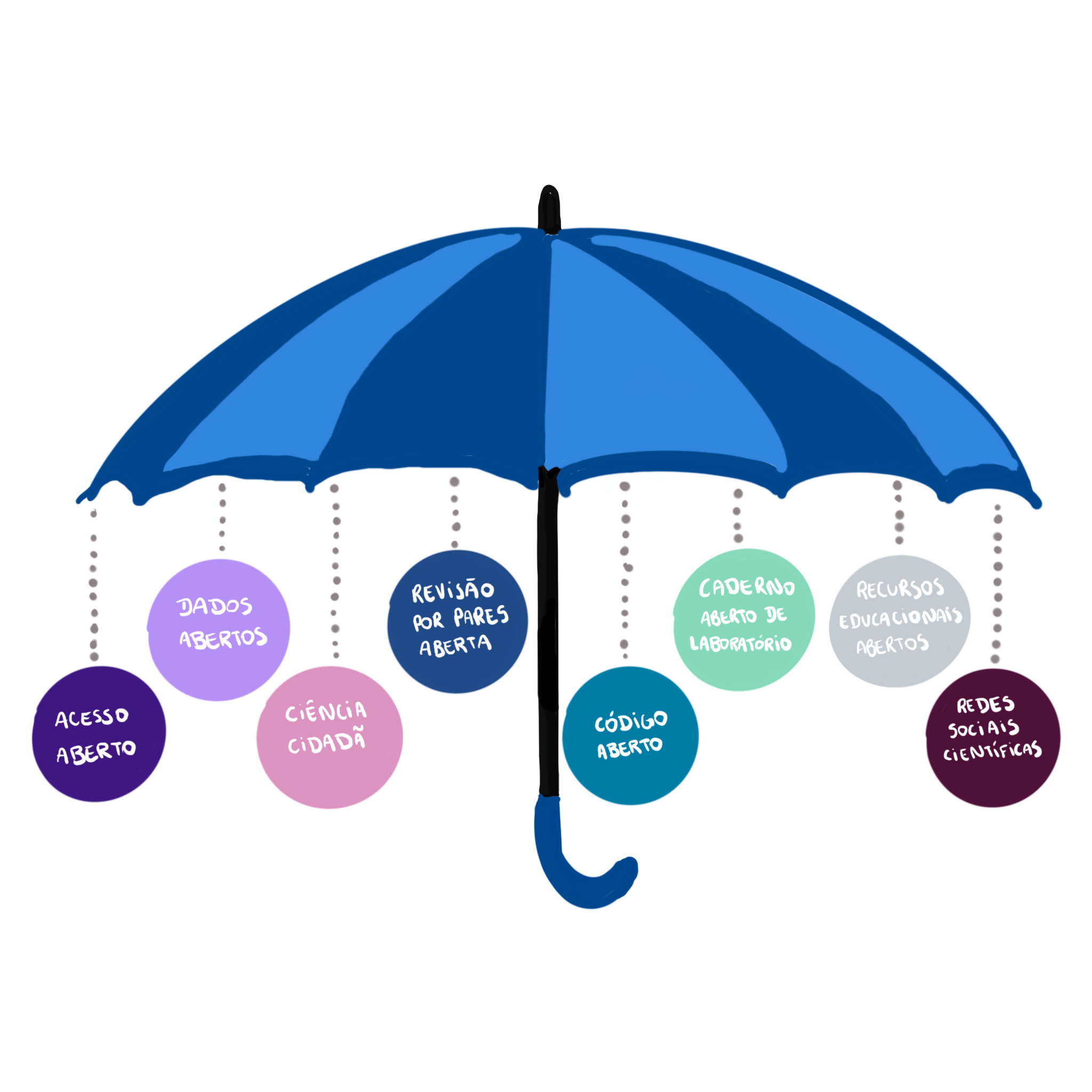
Ciência Aberta, política seguida pelo CEM

## Acesso aberto
O CEM pratica a política do acesso aberto aos dados das suas pesquisas, bem como dá ampla difusão às suas produções, desde que isso não fira as regras das revistas em que estão publicadas. Os artigos e livros dos pesquisadores do CEM estão disponíveis em seu próprio site.   